# World War Hulk
World War Hulk est un crossover de bande dessinée édité par la maison d'édition Marvel Comics de 2006 à 2007. La série est scénarisée par Greg Pak, dessinée par John Romita, Jr., Jae Lee, Aaron Lopresti et Carlo Pagulayan, plus David Finch et Ladrönn pour les couvertures.
La série se déroule à partir de avril 2006 dans les numéros du comic book The Incredible Hulk #92-106, sous-titrée « Planet Hulk » et raconte un affrontement dans lequel les héros s'allient contre l'équipe de Hulk, avec ce dernier en tant que personnage principal. Il s'agit de l'un des événements majeurs de l'Univers Marvel.

## Histoire

### Résumé
Profitant d'une mission ordonnée par Nick Fury, Hulk est exilé dans l'espace par certains Illuminati (Flèche noire, Tony Stark, le Docteur Strange et Red Richards) pour éviter que ses colères ne provoquent de nouvelles destructions. Sa destination est une planète composée de végétaux pacifiques, pour qu'il ne fasse de mal à personne.
Parcourant l'espace, il reçoit dans son vaisseau un message donné par les Illuminati, ses soi-disant amis. Énervé, il endommage son vaisseau qui se dirige maintenant vers Sakaar, une planète de gladiateurs dominée par le Roi Rouge (en). Ces gladiateurs étant aussi forts que lui, Hulk est alors obligé de fusionner avec son alter-ego Bruce Banner, possédant alors l'intelligence en plus de la force. Quelque temps après, il devient roi de ce monde et trouve l'amour avec Caiera. Mais un charge dans son vaisseau explose, tuant des millions de personnes ainsi que sa femme Caiera, enceinte.
Blâmant les Illuminati pour la mort de Caiera, et plus puissant que jamais à cause de son temps passé à absorber les puissants niveaux de radiation de la planète Sakaar, Hulk revient sur Terre à bord du vaisseau spatial conduit par son ami, le robot « Arch-E-5912 », pour se venger des Illuminati avec ses alliés, les Warbound : Hiroim, Korg, Elloe Kaifi, Miek, No-Name of the Brood, Arch-E-5912 et Mung.
Pendant ce temps, sur terre, Jennifer Walters (Miss Hulk) discute avec Doc Samson dans un hôtel, la conversation portant sur les trahisons et les amitiés sincères qu'a connu Hulk par le passé.
S'arrêtant sur la Lune, Hulk affronte l'Inhumain Flèche Noire et le terrasse. Il arrive ensuite sur Terre où il expose à la planète entière les faits (son exil, sa survie, son union avec Caiera et la mort des habitants de Sakaar à cause du vaisseau des Illuminati) et exige que les Illuminati viennent le combattre à Manhattan ou bien il ravagera la planète entière. Il laisse cependant quelques heures pour que la ville de New York soit évacuée.
Il se rend ensuite au manoir des X-Men où le professeur Xavier, absent lors de la décision d’envoyer Hulk en exil dans l'espace, lui avoue que, s'il avait participé au vote, il aurait également pris la décision de le bannir mais lui dit aussi qu'il n'aurait pas accepté l'exil permanent. Furieux, Hulk combat plusieurs X-Men, puis le Fléau ; il finit cependant par s'en aller, considérant que la communauté mutante a suffisamment souffert après l'incident M-Day.
Retournant à Manhattan, il combat l'équipe surhumaine de militaires du Gamma Corps et Ghost Rider (Johnny Blaze). Il combat ensuite Iron Man, qui a revêtu une armure anti-Hulk, et le terrasse, détruisant la tour Stark (en) au cours du processus. Entretemps, les alliés de Hulk combattent les Nouveaux Vengeurs, les Mighty Avengers, Doc Samson et les Quatre Fantastiques (incluant la Panthère noire et Tornade) ; après les avoir vaincus, ils leur placent des disques de contrôle (« obedience disks ») pour annihiler temporairement leurs pouvoirs et les empêcher d'interférer dans la vengeance du Colosse de jade.
Hulk est ensuite confronté aux forces armées du général Ross (qui lui en veut toujours) mais le bat facilement. Le Docteur Strange choisit alors de se laisser posséder par un démon nommé Zom (en), afin d'augmenter sa puissance magique, pour affronter Hulk. Toutefois, Zom commet tellement de dégâts que Strange décide de reprendre le contrôle, ce qui sonne sa défaite face à Hulk.
Hulk et ses compagnons d'armes transforment le Madison Square Garden en arène de gladiateurs, afin que les Illuminati soient confrontés aux mêmes épreuves que le géant vert. Pendant ce temps, il repousse une tentative d'assassinat de Scorpion et une confrontation avec l'Initiative. Il libère contre les Illuminati un monstre, qu'ils finissent par vaincre, puis leur enjoint de se battre les uns contre les autres, comme il a dû le faire sur Sakaar, et leur révèle qu'il compte raser New York.
Sentry arrive alors sur les lieux, décidé de mettre Hulk hors d'état de nuire. Sentry, utilisant toute son énergie pour tenter d’arrêter Hulk, retrouve sa forme humaine, celle de Robert Reynolds. Le sacrifice de Reynolds apaise Hulk, qui revient lui-aussi à sa forme humaine de Bruce Banner. C'est alors que Miek, un membre de son équipe, en colère car Hulk n'accomplit pas sa vengeance jusqu'au bout, tente de le tuer ; Rick Jones s'interpose en poussant Banner, étant blessé à sa place et provoquant le retour de Banner sous sa forme de Hulk. Comme Hulk attaque Miek, celui-ci lui révèle que les Illuminati ne sont en rien responsables dans l'explosion du vaisseau : ce sont en fait les fidèles du Roi Rouge (en) qui l'avaient saboté, Miek ayant gardé cette information pour lui car il voulait voir Hulk donner libre cours à sa rage.
Hulk devient si furieux qu'il commence à générer à son insu une énergie qui menace la Terre. Tony Stark active alors une série de satellites armés, qui ouvrent le feu sur Hulk et le laissent inconscient sous sa forme de Bruce Banner. Le SHIELD emprisonne plus tard Banner dans une installation située à une profondeur de trois miles sous terre ; les autres membres de Warbound sont placés sous la garde de l'armée américaine.
Seul Namor a été épargné par la colère de Hulk, car ce dernier a découvert très tôt que l'Atlante était le seul membre des Illuminati à s'être opposé à son bannissement immédiat, Namor prédisant le retour éventuel de Hulk et de sa quête de vengeance.

### Combats
- Hulk contre Flèche noire (vainqueur : Hulk).
- Hulk contre les X-Men  (vainqueur : Hulk).
- Hulk contre le Fléau (vainqueur : Hulk ; égalité au niveau du rapport de force, mais victoire de Hulk en définitive, car il force le Fléau à utiliser son pouvoir pour « foncer » ailleurs et ainsi rester inactif pendant un certain temps).
- Hulk contre Iron Man dans l'armure anti-Hulk (vainqueur : Hulk).
- Hulk contre Ghost Rider (vainqueur : aucun).
- Hulk et ses compagnons d'arme contre les Vengeurs, Miss Hulk et Spider-Man (vainqueur : Hulk).
- Hulk contre la Torche Humaine, la Femme invisible, Tornade et la Panthère noire (vainqueur : Hulk).
- Hulk contre la Chose (vainqueur : Hulk).
- Hulk contre Mr Fantastique (vainqueur : Hulk).
- Hulk contre les forces armées du général Thunderbolt Ross (vainqueur : Hulk).
- Hulk contre Docteur Strange possédé par le démon Zom (vainqueur : Strange/Zom puis Hulk, une fois que Strange se rend compte des dégâts causés par Zom).
- Hulk contre Sentry (vainqueur : match nul ; Bruce Banner refait surface grâce à Sentry).

### Conséquences
Les conséquences de World War Hulk sont encore floues, mais certaines choses sont sûres :
- Iron Man, le Docteur Strange, Mr Fantastique et Flèche noire (du groupe des Illuminati) ne sont plus considérés comme des héros par le grand public, car Hulk a montré qu'ils pouvaient prendre de mauvaises décisions et qu'ils les prenaient en secret, sans avertir les citoyens de leurs intentions ;
- les histoires d'Iron Man prennent un nouveau sens ; le personnage est alors considéré comme un néoconservateur qui veut faire une guerre préventive ;
- New York est ravagé ;
- le fils que Hulk avait conçu avec Caiera est en fait vivant, et se trouve sur la planète Sakaar.

## Publications
L'histoire commence dans la série The Incredible Hulk, avec l'épisode « Peace In Our Time » (2000) et, en 2006 Greg Pak crée Planet Hulk.
En mai 2007, sort un one-shot intitulé « World War Hulk Prologue : World Breaker », scénarisé par Peter David et dessiné par Sean Phillips, Alvaro Rio et Lee Weeks. Ensuite, arrive « Planet Hulk : The Incredible Hulk » #106, puis les cinq volumes de World War Hulk #1-5 de Greg Pak.
Se rajoutent parallèlement plusieurs séries, comme World War Hulk: Gamma Corps, Gamma Files, X-Men, Front Line, etc. La saga durera de mai à octobre 2007.
Le numéro World War Hulk #1 devient 1er des ventes de comics en 2007 aux États-Unis, avec 178 000 copies vendues.

### Parution complète

#### Version originale
Planet Hulk :
- Fantastic Four #533-555 (2006)
- The Incredible Hulk #88-91 (2000)
- Planet Hulk : The Incredible Hulk #92-106
  - Exile, part #1-4
  - Anarchy, part #1-4
  - Allegiance, part #1-4
  - Armageddon, part #1-2

World War Hulk :
- What If? Planet Hulk # 1,…Hulk Died and Caiera Lived?
  - Peaceful Planet ; What If…Bruce Banner Had Landed on Sakaar Instead of the Hulk?

#### Correspondance VO/VF
- World War Hulk Prologue : World Breaker #1 → World War Hulk n°1 ou World War Hulk (Best of Marvel)
- World War Hulk #1-5 → World War Hulk n°2-6 ou World War Hulk (Best of Marvel)
- World War Hulk Aftersmash #1 → World War Hulk (Best of Marvel)
- World War Hulk Front Line #1-6 → World War Hulk Hors Série n°1-2
- World War Hulk Front Line #2/2-5/2 → inédits
- World War Hulk Gamma Corps #1-4 → Marvel Heroes Vol.2 n°6-9
- World War Hulk X-Men #1-3 → Astonishing X-Men n°35-37
- World War Hulk Aftersmash : Damage Control #1-3 → inédits
- World War Hulk Aftersmash : Warbound #1-5 #1/2-4/2 → inédits
- Incredible Hulk Vol.3 #92-105, #100/2 → Hulk (Monster Edition) n°3-4 ou Hulk (Marvel Select) n°1-2
- Incredible Hulk Vol.3 #106-111 →Marvel Heroes Vol.2 n°5-10
- Incredible Hulk Vol.3 #112, Incredible Hercules #113-115 → inédits
- Amazing Fantasy Vol.2 #15/1 → inédit
- Avengers : The Initiative #4-5 → Marvel Heroes Vol.2 n°7-8
- Ghost Rider Vol.6 #12-13 → World War Hulk Hors Série n°1
- Heroes For Hire Vol.2 #11-15 #11/2-13/2 → inédits
- Iron Man Vol.4 #19-20 → Marvel Icons Vol.1 n°36-37
- Irredeemable Ant-Man #10 → Ant-Man (Monster Edition) n°1
- Punisher War Journal Vol.2 #12 → Marvel Icons Hors Série n°15
- She-Hulk Vol.4 #18 → inédit

## Équipe artistique
Daniel Way, Keu Chua, Greg Pak, Jae Lee, Aaron Lopresti, Ladrönn, Sandu Florea, Danny Miki, Carlo Pagulayan, Marshall Rogers, Alex Niño, Tom Palmer Jr., Peter David, Sean Phillips, Al Rio, Lee Weeks, Michael Avon Oeming, Jeffrey Huet, Juan Santacruz, Chris « Soto » Sotomayor, John Romita, Jr., David Finch, Christina Strain, Klaus Janson, William Murai, Takeshi Miyazawa, Scott Hanna, Brandon Peterson.